# Situla macdonaldi
Situla macdonaldi är en sjöpungsart som beskrevs av Monniot 1977. Situla macdonaldi ingår i släktet Situla och familjen Octacnemidae.
Artens utbredningsområde är Indiska oceanen. Inga underarter finns listade i Catalogue of Life.